# Тинејџерка тајни агент
Тинејџерка тајни агент (енгл. So Undercover) америчка је филмска комедија са елементима акције из 2013. године, у режији Тома Вона, по сценарију Алана Леба и Стивена Перла. Главне улоге глуме: Мајли Сајрус, Џереми Пивен, Мајк О’Мали, Џош Боуман, Кели Озборн и Меган Парк. Иако снимљен 2011. године, приказан је тек 5. фебруара 2013.

## Радња
Жестока, сналажљива приватна истражитељка у сарадњи са ФБИ-ем, одласком на тајни задатак постаје чланица сестринства на колеџу.

## Улоге
| Глумац             | Улога            |
| ------------------ | ---------------- |
| Мајли Сајрус       | Моли Морис       |
| Џереми Пивен       | Армон Ранфорд    |
| Мајк О’Мали        | Сем Морис        |
| Лорен Макнајт      | Алекс Патроне    |
| Џош Боуман         | Николас Декстер  |
| Кели Озборн        | Беки Слоцки      |
| Елоиз Мамфорд      | Саша Столезински |
| Меган Парк         | Котон Робертс    |
| Морган Калхун      | Хантер Крофорд   |
| Алексис Кнап       | Тејлор Џафе      |
| Отем Ризер         | Бизи             |
| Метју Сетл         | професор Толовеј |
| Бритни Лисет Бабин | Самер            |